# Cunha (ort)
Cunha är en ort i Brasilien.   Den ligger i kommunen Cunha och delstaten São Paulo, i den sydöstra delen av landet, 900 km söder om huvudstaden Brasília. Cunha ligger 953 meter över havet och antalet invånare är 11 895.
Terrängen runt Cunha är kuperad söderut, men norrut är den platt. Runt Cunha är det glesbefolkat, med 17 invånare per kvadratkilometer..
Omgivningarna runt Cunha är huvudsakligen savann.